# کیم هونگ-یون
کیم هونگ-یون (انگلیسی: Kim Hong-yeon؛ زادهٔ ۱۲ ژوئن ۱۹۹۰) بازیکن فوتبال اهل کره شمالی است.